# Wilhelm Ekdahl

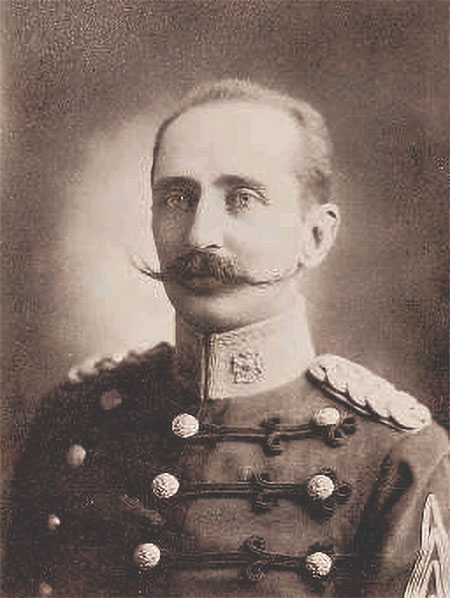
Wilhelm Ekdahl Anglin

Wilhelm Emanuel Ekdahl, född 1 oktober  1853 i Kristianstad, död 4 september  1924 i Santiago de Chile, var en svensk militär som uppnådde graden överste i Chiles armé.
Ekdahls levnadslopp kom starkt att påverkas av ett kärleksförhållande och äktenskap i konflikt med sin samtids konventioner. Enligt spanskt namnskick skrivs hans namn Wilhelm Ekdahl Anglin, där Anglin är moderns efternamn som ogift.

## Biografi
Wilhelm Ekdahl var son till kontraktsprosten Per Axel Ekdahl och Anna Christina Anglin. Han var bror till ingenjören och hamnbyggaren Ossian Ekdahl. Han blev 1873 volonär vid kavalleriet,, 1875 underlöjtnant vid Skånska husarregementet, genomgick 1878–1880 Krigshögskolan, blev 1884 löjtnant i Generalstaben och 1888 löjtnant vid Skånska husarregementet. Ekdahl tog avsked från det militära 1891 men återinträdde 1894 som löjtnant i armén, befordrades 1895 till ryttmästare, samma år som han på nytt tog avsked från det militära. Ekdahl var lärare i krigsvetenskap vid Ridskolan på Strömsholm. Han var själv en framstående terrängryttare och hade redan före sin tid som lärare vid ridskolan yrkat på att ridundervisningen vid skolan skulle göras mer fältmässig och fokusera mer på paradritt. Han skall också ha varit adjutant till prins Oscar, sedermera prins Oscar Bernadotte.
År 1895 rekryterades Ekdahl tillsammans med en kontingent tyska officerare till ett projekt att modernisera Chiles armé efter preussisk förebild. 
Han blev chilensk överste 1897. Han var sedan bland annat chef för krigshögskolan i Santiago 1904–1907, sekundchef för chilenska generalstaben 1907–1909 samt från 1911. Från detta år var han också lärare i strategi och krigshistoria vid chilenska krigshögskolan.
Wilhelm Ekdahl hade ett betydande militärhistoriskt författarskap på spanska. Hans efterlämnade papper finns på Lunds universitetsbibliotek.

## Familj
Wilhelm Ekdahls familjeförhållanden är inte fullständigt utredda. De uppgifter som föreligger på Internet är ofullständiga, osäkra och i något fall uppenbart felaktiga. 
Wilhelm Ekdahl var gift två gånger. I det första äktenskapet, med Augusta Carolina Öhman föddes fyra barn, 1886, 1888, 1890 och okänt år. Det andra äktenskapet ingicks år 1900 med Nieves Pesse Guerra, rimligtvis i Chile. I det föddes två barn, 1902 respektive 1903. Då första hustrun uppges ha avlidit 1905, är det rimligt att anta att det första äktenskapet hade upplösts genom skilsmässa. När detta skall ha ägt rum är inte klarlagt.

## Eftermäle
Gata Calle Colonel Ekdahl i Santiago de Chile fick namn efter honom. Den är emellertid felstavad på Google Maps där den kallas "Gral Ekdhal".